# Bayville (Maine)
Bayville ist ein Village in der Town Boothbay Harbor im Lincoln County des Bundesstaates Maine in den Vereinigten Staaten.
Bayville liegt im Osten der Town Boothbay Harbor an der Linkin Bay des Atlantischen Ozeans. Dieses Gebiet wurde seit den 1730er Jahren durch europäische Einwanderer besiedelt. Zunächst als Townsend bekannt, wurde der Name mit der Organisation als Town in Boothbay geändert. Nach einem Streit um die Errichtung eines Wasser-Systems spaltete sich der Bereich des Hafens als Boothbay Harbor im Jahr 1889 ab und wurde als eigenständige Town organisiert. Bayville, zunächst bekannt unter dem Namen Hardscrabble, gehört als östliche Siedlung zu Boothbay Harbor, auch wenn es Bestrebungen gab, zu Boothbay zu wechseln. Der Name wurde 1880 in Bayville geändert und seit 1894 besitzt Bayville ein eigenes Postamt. Nachdem Bayville zunächst von Fischern bewohnt war, kaufte Thomas Boyd in den 1880er Jahren bis auf ein Haus alle Häuser auf und formte aus dem Ort ein Urlaubsgebiet. Dies verkaufte er später weiter.